# Nati il 23 gennaio
| Questa pagina contiene informazioni ricavate automaticamente dalle voci biografiche con l'ausilio del template Bio e di un bot. L'aggiornamento è periodico e automatico e ricostruisce completamente la pagina. Se manca una persona in questa lista, sei pregato di non aggiungerla, ma accertati piuttosto che la sua voce biografica contenga il template Bio e che i dati anagrafici siano correttamente compilati. Se il template Bio manca, inseriscilo tu stesso o, in alternativa, metti l'avviso {{tmp\|Bio}} che ne segnala la mancanza. Se i dati riportati sono sbagliati, correggi direttamente la voce biografica; le modifiche saranno visibili in questa lista entro pochi giorni. Per chiarimenti vedi il progetto biografie. La lista contiene solo le 1.209 persone che sono citate nell'enciclopedia e per le quali è stato implementato correttamente il template Bio. Pagina aggiornata al 9 ago 2025. |

## XIV secolo(3)
- 1350 - Vincenzo Ferreri, presbitero e santo spagnolo († 1419)
- 1378 - Ludovico III del Palatinato, nobile († 1436)
- 1382 - Richard de Beauchamp, XIII conte di Warwick, militare e politico inglese († 1439)

## XV secolo(2)
- 1422 - Jacopo Guicciardini, politico italiano († 1490)
- 1489 - Uberto Gambara, cardinale e vescovo cattolico italiano († 1549)

## XVI secolo(7)
- 1559 - Gellio Ghellini, religioso italiano († 1616)
- 1575 - Nicodemo Ferrucci, pittore italiano († 1650)
- 1579 - Maria di Hohenzollern, nobile († 1649)
- 1585 - Mary Ward, religiosa britannica († 1645)
- 1598 - François Mansart, architetto francese († 1666)
- 1600 - Date Tadamune, militare giapponese († 1658)
- 1600 - Alexander Keirinckx, pittore fiammingo († 1652)

## XVII secolo(15)
- 1604 - Girolamo Nicolino, storico e giurista italiano († 1664)
- 1616 - Giulio Berlendis, vescovo cattolico italiano († 1693)
- 1628 - Giovanni Reinardo II di Hanau-Lichtenberg, nobile tedesco († 1666)
- 1629 - Adolfo di Nassau-Schaumburg, nobile tedesco († 1676)
- 1638 - Paolo Maura, poeta italiano († 1711)
- 1640 - Philipp von Hörnigk, funzionario e economista tedesco († 1714)
- 1649 - Antonio Teodoro Trivulzio, militare e nobile italiano († 1678)
- 1673 - Violante Beatrice di Baviera, principessa e politica tedesca († 1731)
- 1674 - Matteo Egizio, storico, bibliotecario e numismatico italiano († 1745)
- 1677 - Pál Forgách il vecchio, presbitero ungherese († 1746)
- 1682 - Johann Benjamin Thomae, scultore e ebanista tedesco († 1751)
- 1684 - Giuseppe Alessandro Furietti, cardinale, letterato e archeologo italiano († 1764)
- 1688 - Ulrica Eleonora di Svezia, regina svedese († 1741)
- 1691 - Jacques-Guillaume Van Blarenberghe, pittore francese († 1742)
- 1700 - Giovanni Cristiano del Palatinato-Sulzbach, duca tedesco († 1733)

## XVIII secolo(46)
- 1708 - Luigi Crespi, pittore e storico dell'arte italiano († 1779)
- 1710 - Giuseppe Davia, ingegnere militare e matematico italiano († 1791)
- 1719 - John Landen, matematico inglese († 1790)
- 1720 - Giovanni Francesco Guidi di Bagno-Talenti, patriarca cattolico italiano († 1799)
- 1721 - Joseph d'Albert, politico, magistrato e nobile francese († 1790)
- 1729 - Clara Reeve, scrittrice inglese († 1807)
- 1729 - Anna Maria Schwegelin, francese († 1781)
- 1730 - François Marie d'Aboville, generale e nobile francese († 1817)
- 1730 - Joseph Hewes, politico statunitense († 1779)
- 1731 - Jacob Jonas Björnståhl, orientalista e viaggiatore svedese († 1779)
- 1732 - Agostino Dal Pozzo, presbitero, storico e scrittore italiano († 1798)
- 1734 - Wolfgang von Kempelen, inventore ungherese († 1804)
- 1734 - François Rozier, botanico e agronomo francese († 1793)
- 1737 - John Hancock, politico statunitense († 1793)
- 1747 - Louis Thomas Villaret de Joyeuse, ammiraglio francese († 1812)
- 1751 - Jakob Michael Reinhold Lenz, scrittore tedesco († 1792)
- 1752 - Muzio Clementi, compositore, pianista e editore italiano († 1832)
- 1753 - Giuseppe Maria Giovene, naturalista, agronomo e meteorologo italiano († 1837)
- 1755 - Giovanni Battista Bussi, cardinale e arcivescovo cattolico italiano († 1844)
- 1757 - Paolo Vincenzo Bonomini, pittore italiano († 1839)
- 1758 - Giovanni Battista Gagliardo, presbitero e agronomo italiano
- 1761 - Friedrich von Matthisson, poeta tedesco († 1831)
- 1762 - Christian August Vulpius, scrittore tedesco († 1827)
- 1763 - Jean-Nicolas Bouilly, scrittore, librettista e drammaturgo francese († 1842)
- 1763 - Joseph Walland, arcivescovo cattolico austriaco († 1834)
- 1766 - Henri-Pierre Delaage, generale francese († 1840)
- 1767 - Jean-Lambert Tallien, politico, rivoluzionario e militare francese († 1820)
- 1775 - Pietro Colletta, storico e generale italiano († 1831)
- 1778 - Alire Raffeneau Delile, botanico francese († 1850)
- 1780 - Friedrich von Roth, giurista tedesco († 1852)
- 1782 - Geōrgios Karaiskakīs, patriota greco († 1827)
- 1783 - Stendhal, scrittore e letterato francese († 1842)
- 1786 - Auguste de Montferrand, architetto francese († 1858)
- 1787 - Raffaele Fornari, cardinale e arcivescovo cattolico italiano († 1854)
- 1789 - Marco Bordogni, tenore italiano († 1856)
- 1790 - Tommaso Grossi, scrittore, poeta e notaio italiano († 1853)
- 1790 - Johann Jakob Heckel, zoologo austriaco († 1857)
- 1793 - William Havelock, militare britannico († 1848)
- 1794 - Eduard Friedrich Eversmann, biologo e esploratore tedesco († 1860)
- 1796 - Karl Ernst Claus, chimico tedesco († 1864)
- 1796 - Jean Reboul, poeta francese († 1864)
- 1796 - Heinrich Soussmann, flautista e compositore tedesco († 1848)
- 1798 - Ciro Menotti, patriota italiano († 1831)
- 1798 - Alfonso Porro Schiaffinati, letterato e patriota italiano († 1872)
- 1799 - Luigi Negrelli, ingegnere italiano († 1858)
- 1800 - Benoît Mollard, politico francese († 1864)

## XIX secolo(143)
- 1805 - Tommaso Vallauri, filologo classico, latinista e politico italiano († 1897)
- 1810 - Cesare Paravicini, patriota e politico italiano († 1867)
- 1812 - Matteo Luciani, politico italiano († 1888)
- 1813 - Camilla Collett, scrittrice norvegese († 1895)
- 1813 - David I Dadiani, generale georgiano († 1853)
- 1814 - Alexander Cunningham, archeologo e numismatico britannico († 1893)
- 1815 - Henriette Nielsen, scrittrice e drammaturga danese († 1900)
- 1816 - Pius Bonifacius Gams, storico, presbitero e monaco cristiano tedesco († 1892)
- 1817 - Jacques Gabriel Bulliot, archeologo francese († 1902)
- 1820 - Aleksandr Nikolaevič Serov, compositore e critico musicale russo († 1871)
- 1822 - Heinrich Brunn, archeologo tedesco († 1894)
- 1822 - Regine Olsen, danese († 1904)
- 1823 - Diomede Bonamici, medico e letterato italiano († 1912)
- 1828 - Saigō Takamori, militare giapponese († 1877)
- 1829 - Giacinto Magliulo, vescovo cattolico italiano († 1899)
- 1830 - Ivan Petrovič Larionov, compositore e scrittore russo († 1889)
- 1830 - Gaston de Galliffet, militare francese († 1909)
- 1832 - Édouard Manet, pittore francese († 1883)
- 1833 - Carlo Gastini, tipografo e poeta italiano († 1902)
- 1833 - Lewis Morris, poeta e politico gallese († 1907)
- 1833 - Claudio Toscanini, patriota italiano († 1906)
- 1835 - August Lanner, compositore austriaco († 1855)
- 1838 - Guido Carmignani, pittore italiano († 1909)
- 1838 - Marianna Cope, religiosa statunitense († 1918)
- 1839 - Carl August Heinrich Ferdinand Oesterley, pittore tedesco († 1930)
- 1840 - Ernst Abbe, ottico, fisico e astronomo tedesco († 1905)
- 1840 - Ignaz Stolz, decoratore e pittore austriaco († 1907)
- 1841 - Benoît-Constant Coquelin, attore francese († 1909)
- 1844 - Paul Brousse, politico francese († 1912)
- 1844 - Celso Ceretti, patriota e anarchico italiano († 1909)
- 1844 - Elimar di Oldenburg, nobile († 1895)
- 1845 - Tommaso Cambray-Digny, politico italiano († 1901)
- 1847 - Elijah Bond, avvocato e inventore statunitense († 1921)
- 1848 - Henri Biva, pittore francese († 1929)
- 1848 - Julius Hoste, scrittore e imprenditore belga († 1933)
- 1848 - Leopoldo Pasqualetti, fantino italiano
- 1848 - Grigorij Pavlovič Čuchnin, ammiraglio russo († 1906)
- 1850 - Gaspare Invrea, scrittore e poeta italiano († 1917)
- 1851 - Alfredo Bertesi, politico e imprenditore italiano († 1923)
- 1855 - John Browning, progettista statunitense († 1926)
- 1856 - Daniel William Coquillett, entomologo statunitense († 1911)
- 1857 - Andrija Mohorovičić, sismologo e meteorologo croato († 1936)
- 1857 - Arnaldo Piutti, chimico italiano († 1928)
- 1857 - Giuseppe Sorge, prefetto e storico italiano († 1937)
- 1858 - Cesare Gravina, attore italiano († 1954)
- 1859 - Alfredo Melani, architetto e critico d'arte italiano († 1928)
- 1859 - Martinius Nielsen, attore teatrale e regista danese († 1928)
- 1861 - Angelo Simonetti, vescovo cattolico italiano († 1950)
- 1862 - Anton Delbrück, psichiatra tedesco († 1944)
- 1862 - David Hilbert, matematico tedesco († 1943)
- 1862 - Frank Shuman, ingegnere statunitense († 1918)
- 1863 - Gennaro Marciano, avvocato e politico italiano († 1944)
- 1866 - Luigi Bazoli, avvocato e politico italiano († 1937)
- 1867 - Maria Bergamas, italiana († 1953)
- 1867 - George Simond, tennista britannico († 1941)
- 1868 - Fred Geary, calciatore inglese († 1955)
- 1869 - Felice Boghen, compositore, pianista e musicologo italiano († 1945)
- 1869 - Elmer S. Riggs, paleontologo statunitense († 1963)
- 1870 - William Morgan, docente e inventore statunitense († 1942)
- 1870 - Ole Sæther, tiratore a segno norvegese († 1946)
- 1871 - Giovanni Paneroni, scrittore italiano († 1950)
- 1871 - Ernest Rude, fotografo norvegese († 1948)
- 1872 - Otto Cartellieri, storico e archivista tedesco († 1930)
- 1872 - Paul Langevin, fisico francese († 1946)
- 1872 - Lafe McKee, attore statunitense († 1959)
- 1872 - Jože Plečnik, architetto sloveno († 1957)
- 1876 - Otto Paul Hermann Diels, chimico tedesco († 1954)
- 1876 - Rupert Mayer, gesuita tedesco († 1945)
- 1876 - Alfredo Niceforo, criminologo e antropologo italiano († 1960)
- 1877 - Cao Rulin, politico e diplomatico cinese († 1966)
- 1877 - Ottavio Ricaldoni, militare italiano († 1965)
- 1878 - Rutland Boughton, compositore britannico († 1960)
- 1878 - William Desmond, attore irlandese († 1949)
- 1878 - Magnus Stifter, attore e regista austriaco († 1943)
- 1878 - W. A. R. Wood, diplomatico e storico britannico († 1970)
- 1878 - Oton Župančič, poeta sloveno († 1949)
- 1878 - Khalil al-Sakakini, poeta, insegnante e giornalista palestinese († 1953)
- 1879 - Evan Noel, tennista britannico († 1928)
- 1879 - Harry A. Pollard, attore, regista cinematografico e sceneggiatore statunitense († 1934)
- 1880 - Richard Livingstone, pedagogista britannico († 1960)
- 1880 - Giacinto Molteni, attore italiano († 1948)
- 1881 - Luisa Casati, nobildonna e collezionista d'arte italiana († 1957)
- 1883 - Lorenzo La Via di Sant'Agrippina, politico italiano († 1951)
- 1883 - Carlo Rizzarda, artista italiano († 1931)
- 1884 - Herbert Hirth, calciatore tedesco († 1976)
- 1884 - Axel Otto Normann, giornalista e direttore teatrale norvegese († 1962)
- 1884 - Richard Verderber, schermidore austriaco († 1955)
- 1885 - Antonio Meli Lupi di Soragna, ufficiale e diplomatico italiano († 1971)
- 1885 - Béla Sebestyén, calciatore ungherese († 1959)
- 1886 - Lorenzo Dalmazzo, generale italiano († 1959)
- 1887 - Miklós Kállay, politico ungherese († 1967)
- 1887 - Dorothy Payne Whitney, filantropa e editrice statunitense († 1968)
- 1887 - Moammed Sceab, poeta libanese († 1913)
- 1887 - Fulvio Suvich, politico e diplomatico italiano († 1980)
- 1887 - Stasys Šimkus, compositore lituano († 1943)
- 1888 - Aritomo Gotō, ammiraglio giapponese († 1942)
- 1888 - Leonida Mastrodicasa, anarchico italiano († 1942)
- 1888 - Axel Persson, ciclista su strada svedese († 1955)
- 1888 - Bianca Stagno Bellincioni, attrice e soprano italiana († 1980)
- 1888 - Eugenio Treves, scrittore e lessicografo italiano († 1970)
- 1889 - Christian Piek, tiratore di fune belga
- 1889 - Alois Pompanin, presbitero italiano († 1966)
- 1889 - Ernst Sommerlath, teologo tedesco († 1983)
- 1889 - Carlo Alberto Viterbo, avvocato, giornalista e saggista italiano († 1974)
- 1890 - Vito Baccarini, cestista e dirigente sportivo italiano († 1950)
- 1890 - Tat'jana Konstantinovna Romanova, principessa russa († 1979)
- 1891 - Abram Samojlovič Bezicovič, matematico russo († 1970)
- 1891 - Amilcare Pizzi, tipografo, editore e calciatore italiano († 1974)
- 1892 - Paul Chandelier, calciatore francese († 1983)
- 1893 - Salvatore Campochiaro, attore italiano († 1983)
- 1893 - Frank Carlson, politico statunitense († 1987)
- 1893 - Harold French Dodge, statistico statunitense († 1976)
- 1893 - Sven-Olof Jonsson, ginnasta svedese († 1945)
- 1893 - Giosuè Lombardi, ciclista su strada italiano († 1959)
- 1893 - Donald MacBride, attore statunitense († 1957)
- 1894 - Luigi Ceriani, imprenditore e scacchista italiano († 1969)
- 1894 - Egidio Grego, militare e aviatore italiano († 1917)
- 1894 - Arthur Leesch, calciatore lussemburghese († 1955)
- 1894 - Guido Maifreni, militare italiano († 1917)
- 1895 - Raymond Griffith, attore, produttore cinematografico e sceneggiatore statunitense († 1957)
- 1896 - Carlotta di Lussemburgo, nobile († 1985)
- 1896 - Donato Menichella, economista e dirigente d'azienda italiano († 1984)
- 1897 - Subhas Chandra Bose, politico e militare indiano († 1945)
- 1897 - Margarete Schütte-Lihotzky, designer e architetta austriaca († 2000)
- 1897 - Gaetano Vigo, politico italiano († 1962)
- 1897 - Ernst Zindel, ingegnere aeronautico e imprenditore tedesco († 1978)
- 1898 - Georg Kulenkampff, violinista tedesco († 1948)
- 1898 - Wallace Lupino, attore e sceneggiatore britannico († 1961)
- 1898 - Kunio Nakagawa, generale giapponese († 1944)
- 1898 - Erich Schatzki, ingegnere tedesco († 1991)
- 1898 - Randolph Scott, attore statunitense († 1987)
- 1898 - Ora Washington, cestista e tennista statunitense († 1971)
- 1899 - Carlo Betocchi, poeta e scrittore italiano († 1986)
- 1899 - Viktor Fëdorovič Bolchovitinov, ingegnere sovietico († 1970)
- 1899 - Guido Bosio, calciatore e allenatore di calcio italiano († 1963)
- 1899 - Luigi Burlando, allenatore di calcio, calciatore e pallanuotista italiano († 1967)
- 1899 - Niccolò Codino, pittore e scultore italiano († 1983)
- 1899 - Andrea Di Robilant, sceneggiatore, produttore cinematografico e regista italiano († 1977)
- 1899 - Ernst Thommen, dirigente sportivo svizzero († 1967)
- 1900 - Bino Bini, schermidore italiano († 1974)
- 1900 - Ralph Graves, attore, sceneggiatore e regista statunitense († 1977)
- 1900 - David Hand, animatore, regista e produttore cinematografico statunitense († 1986)
- 1900 - Luciano Marmo, calciatore e dirigente sportivo italiano († 1966)

## XX secolo(936)
- 1902 - Cecelia Ager, critica cinematografica statunitense († 1981)
- 1902 - Antonio Gabrieli, politico italiano († 1984)
- 1902 - Josef Silný, calciatore cecoslovacco († 1981)
- 1903 - Grigorij Vasil'evič Aleksandrov, regista e sceneggiatore sovietico († 1983)
- 1903 - Jorge Eliécer Gaitán, politico e avvocato colombiano († 1948)
- 1903 - Ivan Galamian, violinista armeno († 1981)
- 1903 - Gejus van der Meulen, calciatore olandese († 1972)
- 1904 - Michele Alboreto, scrittore, calciatore e allenatore di calcio italiano († 2003)
- 1904 - Michele Arslan, medico italiano († 1988)
- 1904 - István Beneda, calciatore ungherese († 1970)
- 1904 - Pasquale Morino, pittore italiano († 1975)
- 1904 - Danijel Premerl, calciatore jugoslavo († 1975)
- 1905 - Erich Borchmeyer, velocista tedesco († 2000)
- 1905 - Michele Fassio, operaio e sindacalista italiano († 1995)
- 1905 - Konstanty Ildefons Gałczyński, poeta polacco († 1953)
- 1905 - Erich Neumann, psicologo e psicoanalista tedesco († 1960)
- 1905 - Vittorio Pugliese, politico italiano († 1965)
- 1905 - Leopoldo Zagami, politico e avvocato italiano († 1973)
- 1906 - Ciro Andreatta, geologo italiano († 1960)
- 1906 - Elena Holéczyová, artista slovacca († 1983)
- 1906 - May di Teck, nobile britannica († 1994)
- 1907 - Mario Bossi, calciatore italiano († 2003)
- 1907 - Dan Duryea, attore statunitense († 1968)
- 1907 - Diego García, calciatore argentino
- 1907 - Curzio Massart, anatomista italiano († 1985)
- 1907 - Jules Monsallier, calciatore francese († 1972)
- 1907 - Giovanni Semerano, chimico italiano († 2003)
- 1907 - Bob Steele, attore statunitense († 1988)
- 1907 - Hideki Yukawa, fisico giapponese († 1981)
- 1908 - Maria Nallino, arabista italiana († 1974)
- 1908 - Sadri Usuoğlu, cestista, allenatore di calcio e calciatore turco († 1987)
- 1909 - Carlo Gallavotti, filologo classico e grecista italiano († 1992)
- 1909 - Tatiana Proskouriakoff, archeologa statunitense († 1985)
- 1910 - Antonio Bortoletti, calciatore italiano († 1990)
- 1910 - Walter Cruz, medico e scacchista brasiliano († 1967)
- 1910 - Elmer Johnson, cestista e giocatore di baseball statunitense († 1988)
- 1910 - Renato Puoti, politico e avvocato italiano († 1949)
- 1910 - Aldo Quarantotti, militare e aviatore italiano († 1942)
- 1910 - Django Reinhardt, chitarrista francese († 1953)
- 1910 - Irene Sharaff, costumista statunitense († 1993)
- 1911 - Renzo Avanzo, sceneggiatore, produttore cinematografico e attore italiano († 1989)
- 1911 - Angelo Bairati, anatomista italiano († 1994)
- 1911 - Lino Benedetto, pianista e compositore italiano († 1973)
- 1911 - André Castelot, giornalista, scrittore e biografo francese († 2004)
- 1911 - Rudolf Kotormány, calciatore rumeno († 1983)
- 1911 - Astro Mari, clarinettista, paroliere e compositore italiano († 1988)
- 1911 - Riccardo Rossi, artista, scultore e medaglista italiano († 1983)
- 1911 - Alma Vivoda, partigiana italiana († 1943)
- 1912 - Georgia Coleman, tuffatrice statunitense († 1940)
- 1912 - Ildefonso Sañudo, calciatore spagnolo († 1980)
- 1912 - Aldo Spoldi, pugile italiano († 1997)
- 1912 - Joseph Van Ingelgem, calciatore belga († 1989)
- 1913 - Giulia Melidoni, attrice italiana († 1966)
- 1913 - Herbert Runge, pugile tedesco († 1986)
- 1914 - Genny Bibolotti Marsili, italiana († 1944)
- 1914 - Luigi Girolamo Vittorio Napoleone Bonaparte, militare francese († 1997)
- 1914 - Pina Carmirelli, violinista italiana († 1993)
- 1914 - Johnny Worrell, cestista filippino († 1965)
- 1915 - Herma Bauma, giavellottista austriaca († 2003)
- 1915 - Luciano Gisberti, calciatore e allenatore di calcio italiano († 1991)
- 1915 - W. Arthur Lewis, economista e docente santaluciano († 1991)
- 1915 - Lelio Silva, militare e aviatore italiano († 1942)
- 1915 - Potter Stewart, giudice statunitense († 1985)
- 1915 - Berardo Taraschi, pilota automobilistico, pilota motociclistico e imprenditore italiano († 1997)
- 1915 - Giacomo Valentini, calciatore italiano († 1982)
- 1915 - Josef Zeman, calciatore cecoslovacco († 1999)
- 1916 - Airey Neave, militare, politico e agente segreto britannico († 1979)
- 1916 - Siegfried Schnell, aviatore tedesco († 1944)
- 1917 - Pietro Acquarone, calciatore italiano († 1993)
- 1917 - Gino Lizzero, militare e partigiano italiano († 2007)
- 1917 - Pauli Sarkkula, cestista finlandese († 1992)
- 1918 - Maria Pia Arcangeli, attrice teatrale e cantante italiana († 1999)
- 1918 - Frank Balasz, giocatore di football americano statunitense († 1962)
- 1918 - Gertrude B. Elion, farmacologa e biochimica statunitense († 1999)
- 1918 - Silvio Pedroni, ciclista su strada italiano († 2003)
- 1919 - Frances Bay, attrice canadese († 2011)
- 1919 - Nina Dumbadze, discobola e allenatrice di atletica leggera sovietica († 1983)
- 1919 - Hans Hass, zoologo, oceanografo e fotografo austriaco († 2013)
- 1919 - Ernie Kovacs, attore, comico e conduttore televisivo statunitense († 1962)
- 1919 - Bob Paisley, calciatore, allenatore di calcio e dirigente sportivo inglese († 1996)
- 1919 - Janet Shaw, attrice statunitense († 2001)
- 1920 - Gottfried Böhm, architetto tedesco († 2021)
- 1920 - Henry Eriksson, mezzofondista svedese († 2000)
- 1920 - Hugo Giorgi, calciatore argentino
- 1920 - Walter Frederick Morrison, inventore statunitense († 2010)
- 1920 - Philippa Pearce, scrittrice inglese († 2006)
- 1920 - Joseph Risso, generale e aviatore francese († 2005)
- 1921 - Hermann Baumann, lottatore svizzero
- 1921 - Louis Caput, ciclista su strada, pistard e dirigente sportivo francese († 1985)
- 1921 - Jole De Cillia, partigiana italiana († 1944)
- 1921 - Silvio Gazzaniga, scultore e designer italiano († 2016)
- 1921 - Marija Gimbutas, archeologa e linguista lituana († 1994)
- 1921 - Léo Major, militare canadese († 2008)
- 1921 - Maria Luisa Petroni, pittrice italiana († 1977)
- 1921 - Joop Stoffelen, calciatore olandese († 2005)
- 1922 - Luigi Pagliarani, psicologo e giornalista italiano († 2001)
- 1922 - Franco Potenza, compositore, musicologo e direttore d'orchestra italiano († 2011)
- 1923 - Horace Ashenfelter, siepista e mezzofondista statunitense († 2018)
- 1923 - Pio Baldelli, scrittore, giornalista e critico cinematografico italiano († 2005)
- 1923 - Silvano Campeggi, pittore italiano († 2018)
- 1923 - Aldo De Jaco, giornalista e scrittore italiano († 2003)
- 1923 - Giuseppe Dispinzeri, allenatore di pallacanestro italiano († 2013)
- 1923 - Michel Droit, romanziere e giornalista francese († 2000)
- 1923 - Harold Grad, matematico statunitense († 1986)
- 1923 - Walter M. Miller, autore di fantascienza statunitense († 1996)
- 1923 - Héctor Flores Osuna, compositore e musicista portoricano († 2004)
- 1923 - Bobby Tucker, musicista statunitense († 2008)
- 1924 - Vasco Giuseppe Bertelli, vescovo cattolico italiano († 2013)
- 1924 - Joe Colone, cestista statunitense († 2009)
- 1924 - Omar Dani, generale indonesiano († 2009)
- 1924 - Frank Lautenberg, politico statunitense († 2013)
- 1925 - Danny Arnold, sceneggiatore, regista e produttore televisivo statunitense († 1995)
- 1925 - Tarcisio Galbiati, calciatore italiano
- 1925 - Tōichirō Kinoshita, fisico giapponese († 2023)
- 1925 - Marty Paich, arrangiatore, compositore e direttore d'orchestra statunitense († 1995)
- 1925 - Louis-Christophe Zaleski-Zamenhof, ingegnere e esperantista francese († 2019)
- 1926 - Adriano Barbano, regista italiano († 1985)
- 1926 - Giuseppe Cassieri, scrittore, commediografo e saggista italiano († 2008)
- 1926 - Curtis Counce, contrabbassista e arrangiatore statunitense († 1963)
- 1926 - Benito Gavazza, generale italiano († 2010)
- 1926 - Bal Thackeray, politico indiano († 2017)
- 1926 - Emimmo Salvi, regista, sceneggiatore e produttore cinematografico italiano († 1982)
- 1927 - Ennio Antonelli, attore italiano († 2004)
- 1927 - John Boyd, aviatore statunitense († 1997)
- 1927 - Hennie Keetelaar, pallanuotista olandese († 2002)
- 1927 - John Pritchard, cestista statunitense († 2012)
- 1927 - Sforza Ruspoli, politico, dirigente d'azienda e banchiere italiano († 2022)
- 1928 - Françoise Dorin, drammaturga, scrittrice e paroliera francese († 2018)
- 1928 - Ichiro Hasegawa, docente giapponese († 2016)
- 1928 - Noé Jitrik, critico letterario e scrittore argentino († 2022)
- 1928 - Salvo Lima, politico italiano († 1992)
- 1928 - Eugenio Monti, bobbista italiano († 2003)
- 1928 - Jeanne Moreau, attrice, cantante e regista francese († 2017)
- 1928 - Allen Stack, nuotatore statunitense († 1999)
- 1928 - Corrado Vivanti, storico italiano († 2012)
- 1928 - Agostino Zavattini, politico italiano († 1995)
- 1929 - Armando Cavazzuti, calciatore e allenatore di calcio italiano († 2014)
- 1929 - Marie Rose Chambenoit, cestista francese († 2019)
- 1929 - Filarete di Kiev, arcivescovo ortodosso ucraino
- 1929 - Horst Franke, calciatore tedesco orientale († 2006)
- 1929 - Jan Hertl, calciatore cecoslovacco († 1996)
- 1929 - Giorgio Odaglia, medico e pallanuotista italiano († 2018)
- 1929 - John Charles Polanyi, chimico tedesco
- 1929 - Gino Zanoni, allenatore di calcio e ex calciatore italiano
- 1930 - Alessandro Blonksteiner, direttore d'orchestra e compositore italiano († 1985)
- 1930 - Dieter Honnecker, calciatore tedesco († 2012)
- 1930 - Bill Pogue, astronauta statunitense († 2014)
- 1930 - Mervyn Rose, tennista australiano († 2017)
- 1930 - Tanja Savičeva, scrittrice sovietica († 1944)
- 1930 - Derek Walcott, poeta e scrittore santaluciano († 2017)
- 1930 - Ken Waterhouse, calciatore inglese († 2016)
- 1930 - Teresa Żylis-Gara, soprano polacco († 2021)
- 1931 - Lorenzo Artale, attore, regista e direttore del doppiaggio italiano († 2002)
- 1931 - Gianni Coscia, fisarmonicista italiano
- 1931 - Armand Desmet, ciclista su strada belga († 2012)
- 1931 - Raymond Morand, calciatore svizzero († 2014)
- 1931 - Eila Tähtinen, ex cestista finlandese
- 1932 - Cyril Davies, cantante e armonicista inglese († 1964)
- 1932 - Enzo De Toma, attore italiano († 2001)
- 1932 - Mario Donizetti, pittore e saggista italiano
- 1932 - Asko Jokinen, cestista finlandese († 2016)
- 1932 - Paolo Marton, fotografo italiano († 2006)
- 1932 - Dominic DeNucci, wrestler italiano († 2021)
- 1932 - Gastone Pasolini, politico e sindacalista sammarinese († 2016)
- 1932 - James Rado, attore, librettista e regista teatrale statunitense († 2022)
- 1932 - Gianni Raviele, giornalista, scrittore e critico d'arte italiano († 2021)
- 1932 - Bud Shuster, politico statunitense († 2023)
- 1932 - Nina Svetlanova, pianista e docente russa
- 1932 - Swen Swenson, ballerino e attore statunitense († 1993)
- 1933 - Gianni Agnello, fumettista e pianista italiano († 2004)
- 1933 - Narcis Bonet, compositore spagnolo († 2019)
- 1933 - Bill Hayden, politico australiano († 2023)
- 1933 - Chita Rivera, attrice, ballerina e cantante statunitense († 2024)
- 1933 - Rino Serri, politico italiano († 2006)
- 1933 - Tove Søby, ex canoista danese
- 1934 - Lou Antonio, attore e regista statunitense
- 1934 - Raymond Baratto, calciatore francese († 2022)
- 1934 - Carmine Caridi, attore statunitense († 2019)
- 1934 - Rosario Chiriano, politico italiano
- 1935 - Umberto Da Preda, cantautore italiano († 2013)
- 1935 - Joe Melia, attore britannico († 2012)
- 1935 - Tom Reamy, scrittore statunitense († 1977)
- 1935 - Rubén Soria, ex calciatore uruguaiano
- 1936 - Claude Agostini, direttore della fotografia francese († 1995)
- 1936 - Federico Bisson, triplista italiano († 1998)
- 1936 - Grazia Bozzo, ex ginnasta italiana
- 1936 - Riccardo Garrone, imprenditore e dirigente sportivo italiano († 2013)
- 1936 - Arlene Golonka, attrice statunitense († 2021)
- 1936 - Giampiero Grevi, calciatore e allenatore di calcio italiano († 2020)
- 1936 - Jerry Kramer, ex giocatore di football americano statunitense
- 1936 - Reg Lewis, attore statunitense († 2021)
- 1936 - Horst Mahler, attivista e pubblicista tedesco († 2025)
- 1936 - Giorgio Santuz, ex politico italiano
- 1936 - Stuart Woolf, storico inglese († 2021)
- 1936 - Véronique Zuber, modella francese († 2024)
- 1937 - Pier Luigi Celata, arcivescovo cattolico italiano
- 1937 - Jean-Claude Dague, regista e sceneggiatore francese († 2017)
- 1937 - José Ferdinando Puglia, calciatore brasiliano († 2015)
- 1937 - Vladimir Glotov, calciatore sovietico († 1981)
- 1937 - Giovanni Semeraro, imprenditore e dirigente sportivo italiano († 2019)
- 1938 - Giant Baba, wrestler e giocatore di baseball giapponese († 1999)
- 1938 - Georg Baselitz, pittore e scultore tedesco
- 1938 - Virginio Costa, ex calciatore italiano
- 1938 - Nino Filastò, avvocato e scrittore italiano († 2021)
- 1938 - Theo-Ben Gurirab, politico namibiano († 2018)
- 1938 - Robert Huscher, bobbista statunitense († 2024)
- 1938 - Anatolij Marčenko, scrittore e attivista sovietico († 1986)
- 1939 - Amedeo Ambron, ex pallanuotista italiano
- 1939 - Sonny Chiba, attore e artista marziale giapponese († 2021)
- 1939 - Giustino Farnedi, abate, storico e archivista italiano († 2023)
- 1939 - Bob Inglis, ex cestista canadese
- 1939 - Sergej Georgievič Kara-Murza, chimico, storico e filosofo russo
- 1939 - Vincenzo Palumbo, politico e avvocato italiano
- 1939 - Edward Verne Roberts, attivista statunitense († 1995)
- 1939 - Jimmy Robson, calciatore inglese († 2021)
- 1939 - Alan Skirton, calciatore inglese († 2019)
- 1939 - Aurel Vernescu, canoista rumeno († 2008)
- 1940 - Kjell Andreassen, calciatore norvegese († 2022)
- 1940 - Moussa Arafat, militare palestinese († 2005)
- 1940 - Simonetta Bernardi, storica italiana († 2021)
- 1940 - Jimmy Castor, musicista statunitense († 2012)
- 1940 - Joe Dowell, cantante statunitense († 2016)
- 1940 - Linda K. Kerber, storica statunitense
- 1940 - Werner Krämer, calciatore tedesco († 2010)
- 1940 - Rudolf Kučera, calciatore cecoslovacco († 2024)
- 1940 - Brian Labone, calciatore inglese († 2006)
- 1940 - Mario Levrero, scrittore, fotografo e fumettista uruguaiano († 2004)
- 1940 - Fiona MacCarthy, biografa e storica britannica († 2020)
- 1940 - Paolo Enrico Moro, politico italiano
- 1940 - Henryk Sass, ex calciatore polacco
- 1940 - Gianna Spagnulo, cantante italiana († 2017)
- 1941 - Buddy Buie, cantante, chitarrista e produttore discografico statunitense († 2015)
- 1941 - Dumeng Giovanoli, ex sciatore alpino svizzero
- 1941 - Tom Hoover, ex cestista statunitense
- 1941 - Giuseppe Jacobini, giornalista e conduttore televisivo italiano
- 1942 - Hans Alser, tennistavolista svedese († 1977)
- 1942 - Pedro Araya Toro, ex calciatore cileno
- 1942 - Willy Bogner, imprenditore, regista cinematografico e dirigente sportivo tedesco
- 1942 - Punsalmaagiin Ochirbat, politico mongolo († 2025)
- 1942 - Rildo, calciatore brasiliano († 2021)
- 1942 - Andreas Stylianou, ex calciatore cipriota
- 1942 - Herman Tjeenk Willink, politico olandese
- 1943 - Gary Burton, vibrafonista statunitense
- 1943 - Gil Gerard, attore statunitense
- 1943 - Hans Rebele, calciatore tedesco († 2023)
- 1943 - Miguel Ángel Revilla, politico spagnolo
- 1944 - Rúben Bareño, ex calciatore uruguaiano
- 1944 - Sergej Belov, cestista, allenatore di pallacanestro e dirigente sportivo sovietico († 2013)
- 1944 - Charles Correll, regista e direttore della fotografia statunitense († 2004)
- 1944 - Fausto Delle Chiaie, artista italiano
- 1944 - Rutger Hauer, attore e attivista olandese († 2019)
- 1944 - Bob McIntyre, ex cestista statunitense
- 1944 - Marty Russo, politico statunitense
- 1944 - Bianca Tragni, giornalista e scrittrice italiana
- 1944 - Lonnie Wright, cestista e giocatore di football americano statunitense († 2012)
- 1945 - Renzo Cilia, presbitero, musicista e direttore di coro maltese
- 1945 - Nora Cárpena, attrice argentina
- 1945 - Ray Jackendoff, linguista statunitense
- 1945 - Hossein Kalani, ex calciatore iraniano
- 1945 - Renate Kern, cantante tedesca († 1991)
- 1945 - Ray Martin, ex calciatore inglese
- 1946 - Arnoldo Alemán, politico nicaraguense
- 1946 - Boris Abramovič Berezovskij, imprenditore, politico e matematico russo († 2013)
- 1946 - Fadela Ecebbi, poetessa tunisina
- 1946 - Mario Facco, allenatore di calcio e calciatore italiano († 2018)
- 1946 - Silvia Monti, attrice italiana
- 1946 - Don Whittington, pilota automobilistico statunitense
- 1947 - Franca Bimbi, politica italiana
- 1947 - Roberto Cambiaghi, pilota automobilistico italiano († 2016)
- 1947 - Thomas Carper, politico statunitense
- 1947 - Joel Douglas, produttore cinematografico statunitense
- 1947 - Ramesh Sippy, regista indiano
- 1947 - Megawati Sukarnoputri, politica indonesiana
- 1947 - Vladimir Žmudskij, ex pallanuotista sovietico
- 1948 - Robert M. Grant, economista britannico
- 1948 - Arthur Mann, allenatore di calcio e calciatore scozzese († 1999)
- 1948 - Romano Guido Nimis, ex calciatore italiano
- 1948 - Arcangelo Pezzella, ex arbitro di calcio italiano
- 1948 - Anita Pointer, cantautrice statunitense († 2022)
- 1948 - Javier Salinas Viñals, vescovo cattolico spagnolo
- 1948 - Giuseppe Soravia, bobbista italiano († 1980)
- 1949 - Robert Cabana, ex astronauta statunitense
- 1949 - Silvana Casmirri, storica italiana
- 1949 - Tom Forsyth, calciatore scozzese († 2020)
- 1949 - Tadeusz Huciński, allenatore di pallacanestro polacco († 2021)
- 1949 - Jose Romeo Orquejo Lazo, arcivescovo cattolico filippino
- 1949 - Victor Poletti, attore e scrittore italiano († 2018)
- 1950 - Vittoria Alliata di Villafranca, scrittrice, traduttrice e giornalista italiana
- 1950 - Richard Dean Anderson, attore statunitense
- 1950 - Denden, attore giapponese
- 1950 - Anton Dorner, ex sciatore alpino austriaco
- 1950 - Danny Federici, tastierista e organista statunitense († 2008)
- 1950 - Richard Gilliland, attore statunitense († 2021)
- 1950 - Maximilian Haider, fisico austriaco
- 1950 - Gianni Mammolotti, direttore della fotografia italiano
- 1950 - Luis Alberto Spinetta, cantante, chitarrista e compositore argentino († 2012)
- 1950 - Douglas Young, arcivescovo cattolico australiano
- 1951 - Margaret Bailes, ex velocista statunitense
- 1951 - Jesús Castro González, calciatore spagnolo († 1993)
- 1951 - Silvia Chersoni, ex velocista italiana
- 1951 - Ciro Falanga, politico italiano
- 1951 - Ašot Karagjan, ex schermidore sovietico
- 1951 - David Patrick Kelly, attore e musicista statunitense
- 1951 - Vittorio Nocenzi, compositore, pianista e tastierista italiano
- 1951 - Antonio Perego, ex calciatore italiano
- 1951 - Renzo Rossi, allenatore di calcio e ex calciatore italiano
- 1951 - Chesley Sullenberger, ex aviatore statunitense
- 1951 - Hsu Tain-tsair, politico taiwanese
- 1952 - Francesco Burroni, attore cinematografico, attore teatrale e regista italiano
- 1952 - Klaus Janson, fumettista tedesco
- 1952 - Henrique da Costa Mecking, scacchista brasiliano
- 1952 - Gian Piero Piretto, storico e traduttore italiano
- 1952 - Jaroslav Pouzar, ex hockeista su ghiaccio ceco
- 1952 - Dario Rivolta, politico italiano
- 1952 - Elena Stojanova, ex pesista bulgara
- 1952 - Frans Thijssen, allenatore di calcio e ex calciatore olandese
- 1952 - Françoise Vergès, politologa e attivista francese
- 1952 - Stan Washington, ex cestista statunitense
- 1953 - John Luther Adams, compositore statunitense
- 1953 - Alister McGrath, teologo, biologo e educatore britannico
- 1953 - Gerard Ciarcia, ex hockeista su ghiaccio statunitense
- 1953 - Terry Cochrane, ex calciatore nordirlandese
- 1953 - Carl Devlies, politico belga
- 1953 - Antonio Fois, militare italiano († 1971)
- 1953 - Luigi Guicciardi, scrittore e critico letterario italiano
- 1953 - Pat Haden, ex giocatore di football americano statunitense
- 1953 - Susan Hilferty, costumista statunitense
- 1953 - Pavlo Lazarenko, politico ucraino
- 1953 - Stéphane Lissner, direttore teatrale francese
- 1953 - Dirk Naudé, rugbista a 15 sudafricano († 2010)
- 1953 - Dušan Nikolić, calciatore jugoslavo († 2018)
- 1953 - Erich Obermayer, ex calciatore e allenatore di calcio austriaco
- 1953 - Livio Pin, ex calciatore italiano
- 1953 - Antonio Villaraigosa, politico statunitense
- 1953 - Robin Zander, cantante e chitarrista statunitense
- 1954 - Silvino Chiappara, allenatore di calcio e ex calciatore italiano
- 1954 - Franco De Vita, cantautore venezuelano
- 1954 - Gene DuChateau, ex calciatore statunitense
- 1954 - Paul Richard Gallagher, arcivescovo cattolico inglese
- 1954 - Fumiyo Kohinata, attore giapponese
- 1954 - Ralph Nelson, ex giocatore di football americano statunitense
- 1954 - Carlo Paris, giornalista italiano
- 1954 - Rüdiger Schnuphase, ex calciatore tedesco orientale
- 1954 - Charles Scibberas, ex calciatore maltese
- 1954 - Claudio Torelli, ex ciclista su strada italiano
- 1954 - Marjorie Wallace, modella, attrice e conduttrice televisiva statunitense
- 1955 - Matteo De Simone, drammaturgo e sceneggiatore italiano
- 1955 - Petru Filip, politico e ingegnere rumeno
- 1955 - Sylvia-Yvonne Kaufmann, politica tedesca
- 1955 - Raymond Ndong Sima, politico gabonese
- 1956 - Ralph Carney, musicista e compositore statunitense († 2017)
- 1956 - Fernando Clavijo, allenatore di calcio, calciatore e giocatore di calcio a 5 uruguaiano († 2019)
- 1956 - Néstor Cora, ex cestista statunitense
- 1956 - Sante D'Orazio, fotografo statunitense
- 1956 - Giordano Ferrari, ex altista italiano
- 1956 - Patrick Kerr, attore statunitense
- 1956 - Stefano Macina, politico sammarinese
- 1956 - Tiziano Ricci, musicista, bassista e violoncellista italiano
- 1956 - Laza Ristovski, tastierista serbo († 2007)
- 1956 - Massimo Scattolin, chitarrista italiano
- 1956 - Kazumi Tsubota, ex calciatore giapponese
- 1957 - Martine Ducroz, ex sciatrice alpina francese
- 1957 - Christian Masset, diplomatico e politico francese
- 1957 - Carolina di Monaco, principessa monegasca
- 1957 - Frankie Sanders, ex cestista statunitense
- 1957 - Leilani Kai, ex wrestler statunitense
- 1957 - Paul Steiner, ex calciatore tedesco
- 1958 - Steve Christoff, ex hockeista su ghiaccio statunitense
- 1958 - Giuseppe De Gradi, ex calciatore e allenatore di calcio italiano
- 1958 - Marco Della Noce, comico, cabarettista e attore italiano
- 1958 - Donato Di Santo, politico italiano
- 1958 - Chris Dunk, ex tennista statunitense
- 1958 - Neil Firm, ex calciatore inglese
- 1958 - Nick Lees, ex maratoneta e ex mezzofondista britannico
- 1958 - Sergej Litvinov, martellista russo († 2018)
- 1958 - Giovanni Mosciatti, vescovo cattolico italiano
- 1958 - Eric Métayer, attore, regista e sceneggiatore francese
- 1958 - Fabrizio Pesando, archeologo italiano († 2023)
- 1958 - Luciano Rabottini, ex ciclista su strada italiano
- 1958 - Reinhard Saftig, allenatore di calcio tedesco
- 1958 - Kōji Sotomura, ex ginnasta giapponese
- 1959 - Amauri Ribeiro, allenatore di pallavolo e ex pallavolista brasiliano
- 1959 - Didier Bourdon, attore francese
- 1959 - Achim Buckenmaier, teologo tedesco
- 1959 - Ron Charles, cestista statunitense († 2024)
- 1959 - Robert Funaro, attore statunitense
- 1959 - Sergej Kopljakov, ex nuotatore sovietico
- 1959 - Sandra Pisani, hockeista su prato australiana († 2022)
- 1960 - Rob Garrison, attore statunitense († 2019)
- 1960 - Patrick de Gayardon, paracadutista francese († 1998)
- 1960 - Viktar Janušėŭski, calciatore sovietico († 1992)
- 1960 - Marie-Caroline Le Pen, politica francese
- 1960 - Elena Loewenthal, scrittrice e traduttrice italiana
- 1960 - Rosane Marchetti, giornalista, conduttrice televisiva e imprenditrice brasiliana
- 1960 - Paul Mason, giornalista britannico
- 1960 - Sergio Milia, politico e cestista italiano
- 1960 - Carlo Nola, politico italiano
- 1960 - Antonio Parisi, giornalista e scrittore italiano
- 1961 - Daniel Fascinato, ex hockeista su ghiaccio canadese
- 1961 - Patrizio Gambirasio, ex ciclista su strada italiano
- 1961 - Fausto Gresini, pilota motociclistico e dirigente sportivo italiano († 2021)
- 1961 - Wiesława Konwent, ex cestista polacca
- 1961 - Jörg Müller, ex ciclista su strada, pistard e dirigente sportivo svizzero
- 1961 - Marco Ruas, artista marziale misto e artista marziale brasiliano
- 1962 - David Arnold, compositore britannico
- 1962 - Uwe Bohm, attore tedesco († 2022)
- 1962 - Zanoni Demettino Castro, arcivescovo cattolico brasiliano
- 1962 - Olaf Heukrodt, ex canoista tedesco
- 1962 - Stephen Keshi, allenatore di calcio e calciatore nigeriano († 2016)
- 1962 - Pete Koch, ex giocatore di football americano e attore statunitense
- 1962 - Elvira Lindo, scrittrice spagnola
- 1962 - Boris McGiver, attore statunitense
- 1962 - Hans Pieren, ex sciatore alpino e allenatore di sci alpino svizzero
- 1962 - Richard Roxburgh, attore australiano
- 1963 - Metka Jerman, ex sciatrice alpina jugoslava
- 1963 - Frode Løberg, ex biatleta norvegese
- 1963 - Gail O'Grady, attrice statunitense
- 1963 - Corrado Paonessa, chitarrista e compositore italiano
- 1963 - Steve Stone, cantante, chitarrista e polistrumentista statunitense
- 1963 - Su Tong, scrittore cinese
- 1964 - Jonatha Brooke, cantautrice e chitarrista statunitense
- 1964 - Bernard Ferrer, ex calciatore francese
- 1964 - Mariska Hargitay, attrice statunitense
- 1964 - Bharrat Jagdeo, politico guyanese
- 1964 - Pascal Lance, ex ciclista su strada francese
- 1964 - Gary Mackay, ex calciatore e allenatore di calcio scozzese
- 1964 - Abraham Nava, ex calciatore messicano
- 1964 - Leopoldo Santovincenzo, regista e autore televisivo italiano
- 1964 - Jaana Savolainen, ex fondista finlandese
- 1964 - Lloyd Smucker, politico statunitense
- 1964 - Frank Winters, ex giocatore di football americano statunitense
- 1964 - Ferdinand Xhaferri, politico albanese
- 1965 - Tim Berrett, ex marciatore canadese
- 1965 - Per-Olof Claesson, canottiera svedese
- 1965 - Louie Clemente, batterista statunitense
- 1965 - Fabio Dal Cin, arcivescovo cattolico italiano
- 1965 - Armen Darbinyan, politico armeno
- 1965 - Massimo Ginelli, ex calciatore italiano
- 1965 - Christiana Guinle, attrice brasiliana
- 1965 - Max Pisu, comico, cabarettista e attore italiano
- 1965 - Michael Schade, tenore canadese
- 1966 - Hans Eskilsson, ex calciatore e allenatore di calcio svedese
- 1966 - Scott Fortune, ex pallavolista e ex giocatore di beach volley statunitense
- 1966 - Maria Guida, ex maratoneta e mezzofondista italiana
- 1966 - Damien Hardman, surfista australiano
- 1966 - Jamie Hoyland, ex calciatore inglese
- 1966 - Sergio Lancini, ex calciatore italiano
- 1966 - Lee McRae, ex velocista statunitense
- 1966 - Osamu Miyazaki, pilota motociclistico giapponese
- 1966 - Claude Perron, attrice francese
- 1966 - Cesare Pianasso, politico italiano
- 1966 - Pietro Reggiani, regista e produttore cinematografico italiano
- 1966 - Luigi Renna, arcivescovo cattolico italiano
- 1966 - Oleg Sakirkin, triplista kazako († 2015)
- 1966 - Vitalij Savin, ex velocista kazako
- 1966 - Noel Thatcher, ex atleta paralimpico britannico
- 1966 - Haywoode Workman, ex cestista e arbitro di pallacanestro statunitense
- 1967 - Magdalena Andersson, economista e politica svedese
- 1967 - Steve Box, regista, animatore e sceneggiatore inglese
- 1967 - Alberto Fontana, ex calciatore italiano
- 1967 - Robert Golob, imprenditore e politico sloveno
- 1967 - Glyn Kerslake, attore teatrale britannico
- 1967 - Fabio Lucidi, ex calciatore e allenatore di calcio italiano
- 1967 - Paolo Silvestri, ex sciatore freestyle italiano
- 1967 - Naim Süleymanoğlu, sollevatore bulgaro († 2017)
- 1967 - Hafız Süleymanoğlu, ex sollevatore sovietico
- 1968 - Harry Burton, giornalista e fotografo australiano († 2001)
- 1968 - Jo Champa, attrice, modella e giornalista statunitense
- 1968 - Simon Cumbers, giornalista irlandese († 2004)
- 1968 - Vittorio Grassi, architetto italiano
- 1968 - Judit Halász, ex cestista ungherese
- 1968 - Petr Korda, allenatore di tennis e ex tennista ceco
- 1968 - Stéphane Lauvergne, ex cestista francese
- 1968 - Christian Rocca, giornalista, scrittore e blogger italiano
- 1968 - Marco Rondini, politico italiano
- 1968 - Derek Schmidt, politico statunitense
- 1968 - Axel Sundermann, allenatore di calcio, procuratore sportivo e ex calciatore tedesco
- 1968 - Yasuhiro Takato, doppiatore giapponese
- 1969 - Thomas Askebrand, allenatore di calcio e dirigente sportivo svedese
- 1969 - Gianluca Costamagna, tecnico del suono italiano
- 1969 - Ariadna Gil, attrice spagnola
- 1969 - Thomas Gärtner, filologo classico tedesco
- 1969 - Andrej Kančel'skis, dirigente sportivo, allenatore di calcio e ex calciatore russo
- 1969 - Chus Mateo, allenatore di pallacanestro spagnolo
- 1969 - Ljudmila Prokašëva, ex pattinatrice di velocità su ghiaccio kazaka
- 1969 - Brendan Shanahan, dirigente sportivo e ex hockeista su ghiaccio canadese
- 1969 - Enkelejda Shehu, tiratrice a segno albanese
- 1969 - Juan José Sánchez Maqueda, allenatore di calcio e ex calciatore spagnolo
- 1969 - Valérie Tasso, scrittrice e sessuologa francese
- 1969 - Danielle Woodhouse, ex pallanuotista australiana
- 1969 - Stefano Zanini, dirigente sportivo e ex ciclista su strada italiano
- 1970 - Nicola Beer, politica tedesca
- 1970 - Zoltán Boros, ex cestista ungherese
- 1970 - Roberto De Zolt, ex fondista italiano
- 1970 - Constantina Diță, ex maratoneta e mezzofondista rumena
- 1970 - Alex Gaudino, disc jockey e produttore discografico italiano
- 1970 - Arijan Komazec, ex cestista croato
- 1970 - Beata Krupska, ex cestista polacca
- 1970 - Lee Jung-eun, attrice sudcoreana
- 1970 - Li Hongjun, ex calciatore cinese
- 1970 - Oleg Ovsjannikov, ex danzatore su ghiaccio russo
- 1970 - Richard Šmehlík, ex hockeista su ghiaccio ceco
- 1970 - Moreno Torricelli, ex calciatore e allenatore di calcio italiano
- 1970 - Matteo Villa, allenatore di calcio e ex calciatore italiano
- 1970 - Erik Wijmeersch, ex velocista belga
- 1971 - Víctor Bonilla, ex calciatore colombiano
- 1971 - Giorgio Borghetti, attore, doppiatore e direttore del doppiaggio italiano
- 1971 - Katja Centomo, scrittrice, fumettista e imprenditrice italiana
- 1971 - Julie Foudy, ex calciatrice statunitense
- 1971 - Pascal Françaix, scrittore francese
- 1971 - Leonel Gancedo, ex calciatore argentino
- 1971 - Scott Gibbs, dirigente d'azienda britannico
- 1971 - Mark Grimmette, ex slittinista statunitense
- 1971 - Kevin Mawae, ex giocatore di football americano statunitense
- 1971 - Stanislas Merhar, attore francese
- 1971 - Dejan Pavlovic, ex calciatore svedese
- 1972 - Ewen Bremner, attore britannico
- 1972 - Gonzalo Capellán, politico e insegnante spagnolo
- 1972 - Léa Drucker, attrice francese
- 1972 - Sami El-Sheshini, ex calciatore egiziano
- 1972 - Tanya Harding, giocatrice di softball australiana
- 1972 - Antonio Mancino, attore italiano
- 1972 - Anthony Peterson, ex giocatore di football americano statunitense
- 1972 - Stevin Smith, ex cestista statunitense
- 1972 - Marcel Wouda, ex nuotatore olandese
- 1973 - Ausonia, illustratore e fumettista italiano
- 1973 - Niba, comico, attore e mimo italiano
- 1973 - Mark Boal, giornalista, sceneggiatore e produttore cinematografico statunitense
- 1973 - Fiorenzo D'Ainzara, ex calciatore italiano
- 1973 - Laura Grande, ex cestista spagnola
- 1973 - Tomas Holmström, ex hockeista su ghiaccio svedese
- 1973 - Kjell Lindgren, astronauta statunitense
- 1973 - Maurizio Pittau, economista italiano
- 1973 - Shin'ichi Shinohara, judoka giapponese
- 1973 - Christian Trombini, ex calciatore italiano
- 1973 - Aleksej Voropaev, ginnasta russo († 2006)
- 1973 - Youddiph, cantante russa
- 1973 - S. Craig Zahler, regista, sceneggiatore e scrittore statunitense
- 1974 - Karl Bonnici, ex calciatore maltese
- 1974 - Maurice Cawa, ex calciatore francese
- 1974 - Derek Cianfrance, regista e sceneggiatore statunitense
- 1974 - Chris Corner, musicista e cantautore britannico
- 1974 - Bernard Diomède, allenatore di calcio e ex calciatore francese
- 1974 - Jack Fischer, ex astronauta, ufficiale e aviatore statunitense
- 1974 - Masato Funaki, doppiatore giapponese
- 1974 - Ulrich Le Pen, ex calciatore francese
- 1974 - Christian Longo, criminale statunitense
- 1974 - Anne Marivin, attrice francese
- 1974 - Vitalij Milonov, politico russo
- 1974 - Norah O'Donnell, giornalista statunitense
- 1974 - Suzy Shortland, ex rugbista a 15 neozelandese
- 1974 - Tiffani Thiessen, attrice statunitense
- 1974 - Yuki Urushibara, fumettista giapponese
- 1975 - B.G. Knocc Out, rapper statunitense
- 1975 - Thomas Brdarić, dirigente sportivo, allenatore di calcio e ex calciatore tedesco
- 1975 - Phil Dawson, ex giocatore di football americano statunitense
- 1975 - Taketo Gohara, produttore discografico, arrangiatore e compositore giapponese
- 1975 - Brahima Korbéogo, ex calciatore burkinabé
- 1975 - Li Feng-ying, ex sollevatrice cinese
- 1975 - Alessandro Malfer, ex arbitro di calcio a 5 italiano
- 1975 - Ingeborg Helen Marken, ex sciatrice alpina norvegese
- 1975 - Tito Ortiz, artista marziale misto e wrestler statunitense
- 1976 - Gabriele Ermini, ex giocatore di baseball italiano
- 1976 - Krzysztof Gierczyński, ex pallavolista polacco
- 1976 - Anne Margrethe Hausken, orientista e sci orientista norvegese
- 1976 - Angelica Lee, cantante e attrice malaysiana
- 1976 - Nigel McGuinness, ex wrestler britannico
- 1976 - Bima Sakti, allenatore di calcio e ex calciatore indonesiano
- 1976 - Alexandra Shaffer, ex sciatrice alpina statunitense
- 1976 - Shahrol Yuzy, pilota motociclistico malese
- 1977 - Giorgio Bassanelli Bisbal, direttore del doppiaggio e dialoghista italiano
- 1977 - Mason Bates, compositore e disc jockey statunitense
- 1977 - Tim Brabants, canoista britannico
- 1977 - Javier Di Gregorio, ex calciatore cileno
- 1977 - Hamdi Marzouki, ex calciatore tunisino
- 1977 - Joséphine de Meaux, attrice francese
- 1977 - Daniele Moretti, ex hockeista su ghiaccio italiano
- 1977 - Gustavo Morínigo, allenatore di calcio e ex calciatore paraguaiano
- 1977 - Vladimir Popov, ex sollevatore moldavo
- 1978 - Lyne Beaumont, nuotatrice artistica canadese
- 1978 - Ivan Belák, ex calciatore slovacco
- 1978 - Monica Matano, giornalista e conduttrice televisiva italiana
- 1978 - Jordie McTavish, ex cestista e allenatore di pallacanestro canadese
- 1978 - Sin Yong-nam, allenatore di calcio e ex calciatore nordcoreano
- 1978 - Martin Sonnenberg, ex hockeista su ghiaccio canadese
- 1978 - Kikuko Tsumura, scrittrice giapponese
- 1979 - Saleh Al-Saqri, ex calciatore saudita
- 1979 - Kevin Braswell, cestista e allenatore di pallacanestro statunitense († 2025)
- 1979 - Marko Đurđević, pittore, illustratore e fumettista serbo
- 1979 - Scott Hannan, ex hockeista su ghiaccio canadese
- 1979 - Larry Hughes, ex cestista statunitense
- 1979 - Mikuláš Konopka, ex pesista slovacco
- 1979 - Ken Lucas, ex giocatore di football americano statunitense
- 1979 - Luca Matteassi, dirigente sportivo e ex calciatore italiano
- 1979 - Benjamín Noval, ex ciclista su strada spagnolo
- 1979 - Dalibor Šilić, ex calciatore bosniaco
- 1979 - Kozo Yuki, ex calciatore giapponese
- 1980 - Éric Berthou, ex ciclista su strada francese
- 1980 - Benedetta Ceccarelli, ex ostacolista italiana
- 1980 - Simphiwe Dana, cantautrice sudafricana
- 1980 - Elena Dolgopolova, ex ginnasta russa
- 1980 - Hawa Essuman, regista e sceneggiatrice keniota
- 1980 - Unai Expósito, ex calciatore spagnolo
- 1980 - Mahesh Gawli, ex calciatore indiano
- 1980 - Blerina Gjylameti, politica albanese
- 1981 - Serghei Dadu, ex calciatore moldavo
- 1981 - Rob Friend, ex calciatore canadese
- 1981 - Eros Galbiati, attore italiano
- 1981 - Julia Jones, attrice e ex modella statunitense
- 1981 - Alex Keddie, ex calciatore scozzese
- 1981 - Amadou Konte, ex calciatore maliano
- 1981 - Stefano Lippi, atleta paralimpico italiano
- 1981 - Liu Chun-yi, ex cestista taiwanese
- 1981 - José Parmigiani, ex calciatore argentino
- 1981 - Jean-Jacques Pierre, allenatore di calcio e ex calciatore haitiano
- 1982 - Statik Selektah, disc jockey, produttore discografico e conduttore radiofonico statunitense
- 1982 - Jorgelina Cravero, ex tennista argentina
- 1982 - Alëna Kartašova, lottatrice russa
- 1982 - Anna Mahjar Barducci, giornalista e scrittrice italiana
- 1982 - Martin Mareš, ex ciclista su strada ceco
- 1982 - Børre Næss, ex fondista norvegese
- 1982 - Oceana, cantante tedesca
- 1982 - Andrew Rock, velocista statunitense
- 1982 - José Vargas Díaz, cestista venezuelano
- 1982 - Kesang Choden Wangchuck, principessa bhutanese
- 1982 - Geoffrey Wigdor, attore statunitense
- 1983 - Nick Antosca, scrittore, sceneggiatore e produttore televisivo statunitense
- 1983 - Nancy Comelli, showgirl e conduttrice televisiva italiana
- 1983 - Eloge Enza-Yamissi, ex calciatore centrafricano
- 1983 - David Firth, animatore, compositore e attore britannico
- 1983 - Mariette Hansson, cantante e compositrice svedese
- 1983 - Brian Howard, ex calciatore inglese
- 1983 - Le'Andria Johnson, cantautrice statunitense
- 1983 - Lindsey Kraft, attrice statunitense
- 1983 - Germán Montoya, calciatore argentino
- 1983 - Jacopo Morrone, politico italiano
- 1983 - Didier Ovono, calciatore gabonese
- 1983 - Irving Saladino, ex lunghista panamense
- 1983 - Sarah Tait, canottiera australiana († 2016)
- 1983 - Sofiene Zaaboub, ex calciatore francese
- 1983 - Krzysztof Łągiewka, ex calciatore polacco
- 1984 - João Baldasserini, attore brasiliano
- 1984 - Stéphane Besle, ex calciatore francese
- 1984 - Federico Bessone, allenatore di calcio e ex calciatore argentino
- 1984 - Davide Callà, allenatore di calcio e ex calciatore svizzero
- 1984 - Alexis Nicolás Castro, ex calciatore argentino
- 1984 - Richard Chaney, ex cestista statunitense
- 1984 - Pavel Houška, ex cestista ceco
- 1984 - Shahril Ishak, ex calciatore singaporiano
- 1984 - Sanja Knežević, ex cestista montenegrina
- 1984 - Volodimir Levin, ex calciatore azero
- 1984 - Björn Lindemann, ex calciatore tedesco
- 1984 - Dragan Mrđa, ex calciatore serbo
- 1984 - Shinobu Ōno, allenatrice di calcio, dirigente sportivo e ex calciatrice giapponese
- 1984 - Matt Padron, ex giocatore di football americano statunitense
- 1984 - Renan Pippi, ex calciatore brasiliano
- 1984 - Tibert Pont, ex calciatore svizzero
- 1984 - Arjen Robben, allenatore di calcio e ex calciatore olandese
- 1984 - César Taborda, calciatore argentino
- 1984 - Ashley C. Williams, attrice e cantante statunitense
- 1984 - Abdelmalek Ziaya, ex calciatore algerino
- 1985 - Camilla Alfieri, ex sciatrice alpina italiana
- 1985 - Claudia Belderbos, canottiera olandese
- 1985 - Mario Bilen, calciatore croato
- 1985 - Jasmine Byrne, ex attrice pornografica statunitense
- 1985 - Michel Chauvet, attore messicano
- 1985 - Dong Fangzhuo, ex calciatore cinese
- 1985 - San E, rapper e cantautore sudcoreano
- 1985 - Tre Kelley, ex cestista statunitense
- 1985 - Donnie Klang, cantante statunitense
- 1985 - Doutzen Kroes, supermodella e attrice olandese
- 1985 - Evgenij Luk'janenko, astista russo
- 1985 - Niki Mäenpää, calciatore finlandese
- 1985 - Mekenna Melvin, attrice statunitense
- 1985 - Aselefech Mergia, maratoneta etiope
- 1985 - Guy Moussi, ex calciatore francese
- 1985 - Jeff Samardzija, giocatore di baseball statunitense
- 1985 - Thiago Ribeiro da Silva, calciatore brasiliano
- 1985 - Zhang Qingpeng, ex cestista cinese
- 1986 - Jean Sony Alcénat, ex calciatore haitiano
- 1986 - Pablo Andújar, ex tennista spagnolo
- 1986 - Miroslav Budinov, ex calciatore bulgaro
- 1986 - Gelete Burka, mezzofondista e maratoneta etiope
- 1986 - Kenia Carcaces, pallavolista cubana
- 1986 - Anna Goodman, ex sciatrice alpina canadese
- 1986 - Aljaksandr Haŭruška, ex calciatore bielorusso
- 1986 - Jocelyn Alice, cantante canadese
- 1986 - José Enrique, ex calciatore spagnolo
- 1986 - Luca Lechthaler, dirigente sportivo e ex cestista italiano
- 1986 - Brady Morningstar, ex cestista statunitense
- 1986 - Philipp Oswald, ex tennista austriaco
- 1986 - Federico Pérez, ex calciatore uruguaiano
- 1986 - Danielle Poleschuk, ex sciatrice alpina e sciatrice freestyle canadese
- 1986 - Gastón Puerari, ex calciatore uruguaiano
- 1986 - Manuel Salazar, ex calciatore salvadoregno
- 1986 - Gianluca Sattolo, pallanuotista italiano
- 1986 - Matthias Schoch, attore svizzero
- 1986 - Steven Taylor, allenatore di calcio e ex calciatore inglese
- 1986 - Danny Ventre, ex calciatore inglese
- 1986 - Sandro Viletta, allenatore di sci alpino e ex sciatore alpino svizzero
- 1986 - Slobodan Vuković, calciatore serbo
- 1987 - Abdullah Al-Mayouf, calciatore saudita
- 1987 - Andrea, cantante bulgara
- 1987 - The Avener, disc jockey e produttore discografico francese
- 1987 - Alexander Baumjohann, ex calciatore tedesco
- 1987 - Sandra Blázquez, attrice e modella spagnola
- 1987 - Whitney Boddie, ex cestista statunitense
- 1987 - Carlos Andrade Souza, ex calciatore brasiliano
- 1987 - Mike Grella, ex calciatore statunitense
- 1987 - Jonathan Howard, attore britannico
- 1987 - Leo Komarov, hockeista su ghiaccio russo
- 1987 - Karla Lane, attrice pornografica e regista statunitense
- 1987 - Vladislav Mirčev, calciatore bulgaro
- 1987 - Yūto Nakamura, ex calciatore giapponese
- 1987 - Louisa Nécib, ex calciatrice francese
- 1987 - Keigo Shinzō, fumettista giapponese
- 1987 - So Kwang-chol, calciatore nordcoreano
- 1988 - Kamil Biliński, calciatore polacco
- 1988 - Gavin Brennan, calciatore irlandese
- 1988 - T.J. Campbell, cestista statunitense
- 1988 - Fulganco Cardozo, calciatore indiano
- 1988 - Jonathan Copete, calciatore colombiano
- 1988 - Alexandru Dandea, calciatore rumeno
- 1988 - Nick Fairley, giocatore di football americano statunitense
- 1988 - Daniel Ilabaca, sportivo inglese
- 1988 - Mitchell Poletti, cestista italiano
- 1988 - Anvar Rajabov, ex calciatore uzbeko
- 1988 - Marko Šimić, calciatore croato
- 1988 - Nikola Žižić, ex calciatore croato
- 1988 - Pio, calciatore brasiliano
- 1989 - Mohammed Marzooq, calciatore emiratino
- 1989 - Ioana Bortan, calciatrice e allenatrice di calcio rumena
- 1989 - Robert Carson, giocatore di baseball statunitense
- 1989 - Twan Castelijns, ex ciclista su strada olandese
- 1989 - James Chester, calciatore inglese
- 1989 - Daniil Davydov, giocatore di calcio a 5 russo
- 1989 - Lukáš Greššák, calciatore slovacco
- 1989 - Matt Howard, ex cestista statunitense
- 1989 - Igor Jugović, calciatore croato
- 1989 - Kang Dong-yun, goista sudcoreano
- 1989 - Ovidy Karuru, ex calciatore zimbabwese
- 1989 - Milen Kostov, cestista bulgaro
- 1989 - Paulo Júnior, ex calciatore brasiliano
- 1989 - April Pearson, attrice e modella inglese
- 1989 - Shen Yang, scacchista cinese
- 1989 - Alice Teghil, attrice italiana
- 1990 - Bryan Jones Anicézio, ex calciatore brasiliano
- 1990 - Carina Bär, canottiera tedesca
- 1990 - Chanel Cresswell, attrice britannica
- 1990 - Lavonte David, giocatore di football americano statunitense
- 1990 - Francis Drolet, hockeista su ghiaccio canadese
- 1990 - Ol'ga Fatkulina, pattinatrice di velocità su ghiaccio russa
- 1990 - Marine Gauthier, ex sciatrice alpina francese
- 1990 - Tat'jana Gorbunova, ginnasta russa
- 1990 - Kevin Gourdon, rugbista a 15 francese
- 1990 - Yung Beef, rapper spagnolo
- 1990 - Danielle Hamilton-Carter, cestista svedese
- 1990 - Ismael Hernández, pentatleta messicano
- 1990 - Alfonso Luna, calciatore messicano
- 1990 - Joaquín Navarro Jiménez, calciatore spagnolo
- 1990 - Milovan Petroviḱ, calciatore macedone
- 1990 - Eugene Phelps, cestista statunitense
- 1990 - Samantha Prahalis, ex cestista statunitense
- 1990 - Bianca Schmidt, calciatrice tedesca
- 1990 - Alex Silva, wrestler canadese
- 1990 - Martin Uhnák, ex hockeista su ghiaccio slovacco
- 1990 - Roland Varga, calciatore ungherese
- 1990 - Martyn Waghorn, ex calciatore inglese
- 1990 - Şener Özbayraklı, calciatore turco
- 1991 - Federica Abbate, cantautrice, compositrice e paroliera italiana
- 1991 - Yasmina Aziez, taekwondoka francese
- 1991 - Clara Basiana, sincronetta spagnola
- 1991 - Steve Birnbaum, ex calciatore statunitense
- 1991 - Mezzosangue, rapper italiano
- 1991 - Alan Gatagov, ex calciatore russo
- 1991 - Powerhouse Hobbs, wrestler statunitense
- 1991 - Fabio Hofer, hockeista su ghiaccio austriaco
- 1991 - Oskars Ikstēns, giocatore di calcio a 5 e calciatore lettone
- 1991 - Maksym Imerekov, calciatore ucraino
- 1991 - Róaldur Jacobsen, ex calciatore faroese
- 1991 - Gudmund Kongshavn, calciatore norvegese
- 1991 - Michal Krčmář, biatleta ceco
- 1991 - Mateusz Matras, calciatore polacco
- 1991 - Cheyne Rahme, ex astista sudafricano
- 1991 - Anna Sorokin, truffatrice russa
- 1991 - Mateusz Szczepaniak, ex calciatore polacco
- 1991 - Torres, cantautrice statunitense
- 1991 - Juan Vázquez, pallavolista portoricano
- 1991 - Zhang Xizhe, calciatore cinese
- 1992 - Sergio Álvarez Díaz, calciatore spagnolo
- 1992 - Daniela Braga, supermodella brasiliana
- 1992 - Daniel Brändle, ex calciatore liechtensteinese
- 1992 - Haruka Chisuga, doppiatrice giapponese
- 1992 - Luca Ghiringhelli, calciatore italiano
- 1992 - Valentin Giraud Moine, sciatore alpino francese
- 1992 - Joana Hählen, sciatrice alpina svizzera
- 1992 - Jennifer Hamson, ex cestista e pallavolista statunitense
- 1992 - Matt Hazel, giocatore di football americano statunitense
- 1992 - Lee Hye-jin, pistard sudcoreana
- 1992 - Serge-Junior Martinsson Ngouali, calciatore svedese
- 1992 - Keegan Messing, pattinatore artistico su ghiaccio canadese
- 1992 - Kacper Młynarski, cestista polacco
- 1992 - Yeni N'Gbakoto, calciatore francese
- 1992 - Ngozi Onwumere, velocista e bobbista nigeriana
- 1992 - TJ Perenara, rugbista a 15 neozelandese
- 1992 - Jack Reynor, attore irlandese
- 1992 - Federica Sabatini, attrice italiana
- 1992 - Ol'ha Senjuk, arciera ucraina
- 1992 - Nemanja Subotić, calciatore serbo
- 1992 - Aleksandr Vasil'ev, ex calciatore russo
- 1992 - Xu Anqi, schermitrice cinese
- 1992 - Can Uğur Öğüt, cestista turco
- 1993 - Denise Betsema, ciclocrossista olandese
- 1993 - Ronald Blair, giocatore di football americano statunitense
- 1993 - Dominique Bruinenberg, calciatrice olandese
- 1993 - Diadié Diarra, calciatore francese
- 1993 - Iván Díaz, calciatore argentino
- 1993 - Ross Docherty, calciatore scozzese
- 1993 - Giovanni Graffigna, pallanuotista italiano
- 1993 - Islam Jašuev, judoka russo
- 1993 - Andrés Oña, calciatore ecuadoriano
- 1993 - Umberto Pilla, rugbista a 15 italiano
- 1993 - Telmo Pinto, hockeista su pista portoghese
- 1993 - Henry Pupi, calciatore samoano
- 1993 - Margaret Riley, pallavolista statunitense
- 1993 - Henrik Širko, cestista croato
- 1993 - Andrea Thürler, ex sciatrice alpina svizzera
- 1993 - Patrick Tuipulotu, rugbista a 15 neozelandese
- 1993 - Fabio Álvarez, calciatore argentino
- 1993 - Ryōta Ōshima, calciatore giapponese
- 1994 - Tony Ann, pianista e compositore canadese
- 1994 - Choi Kyu-baek, calciatore sudcoreano
- 1994 - Jabril Durham, cestista statunitense
- 1994 - Alex Grant, calciatore inglese
- 1994 - Wesley Jobello, calciatore francese
- 1994 - Josh Keyes, giocatore di football americano statunitense
- 1994 - Merhawi Kudus, ciclista su strada eritreo
- 1994 - Andréa Lardez, calciatrice francese
- 1994 - Yekaterina Larionova, lottatrice kazaka
- 1994 - Kadri Moendadze, cestista francese
- 1994 - Ahmed Sariweh, calciatore giordano
- 1994 - Serhij Pet'ko, calciatore ucraino
- 1994 - Isabela Ramona Lyra Macedo, cestista brasiliana
- 1994 - Addison Russell, giocatore di baseball statunitense
- 1994 - Chan Vathanaka, calciatore cambogiano
- 1994 - Vera Blue, cantautrice australiana
- 1994 - Jan Świtkowski, nuotatore polacco
- 1995 - Zoe Caneo, calciatrice italiana
- 1995 - Daniel Carlson, giocatore di football americano statunitense
- 1995 - Costanza Di Camillo, nuotatrice artistica italiana
- 1995 - Lukas Fröde, calciatore tedesco
- 1995 - Sebastián Herrera Cardona, calciatore colombiano
- 1995 - Marius Høibråten, calciatore norvegese
- 1995 - Brynton Lemar, cestista statunitense
- 1995 - Pedro Rebocho, calciatore portoghese
- 1995 - Doğukan Şanlı, cestista turco
- 1995 - Anastasija Simanovič, pallanuotista russa
- 1995 - Giōrgos Tzioumakas, pallavolista greco
- 1995 - Stefano Vecchia, calciatore svedese
- 1995 - Wang Shuang, calciatrice cinese
- 1996 - Kemal Ademi, calciatore tedesco
- 1996 - Auro Alvaro da Cruz Junior, calciatore brasiliano
- 1996 - Jaylen Barford, cestista statunitense
- 1996 - Keita Bates-Diop, cestista statunitense
- 1996 - Justin Bibbins, cestista statunitense
- 1996 - Vincenzo Comunale, comico e autore televisivo italiano
- 1996 - Mojtaba Goleij, lottatore iraniano
- 1996 - Nicolas Haas, calciatore svizzero
- 1996 - Janis Karabel'ov, calciatore bulgaro
- 1996 - Liam Kelly, calciatore scozzese
- 1996 - Jonathan Levi, calciatore svedese
- 1996 - Ruben Loftus-Cheek, calciatore inglese
- 1996 - Curtis McDowald, schermidore statunitense
- 1996 - Cherif Ndiaye, calciatore senegalese
- 1996 - Rauno Sappinen, calciatore estone
- 1996 - Ían Soler, calciatore spagnolo
- 1996 - Feyzi Yıldırım, calciatore turco
- 1997 - Duncan Campbell, ex snowboarder neozelandese
- 1997 - Lucas Cunha, calciatore brasiliano
- 1997 - Jessie Da Costa, karateka francese
- 1997 - Steven Da Costa, karateka francese
- 1997 - Willer Ditta, calciatore colombiano
- 1997 - Sophie Hahn, atleta paralimpica britannica
- 1997 - Attila Haris, calciatore ungherese
- 1997 - Valeryj Hramyka, calciatore bielorusso
- 1997 - Nozomi Kimura, calciatore cileno
- 1997 - Lacy Lennon, attrice pornografica statunitense
- 1997 - Noah Loosli, calciatore svizzero
- 1997 - Edyairth Ortega, calciatore messicano
- 1997 - Mihailo Perović, calciatore montenegrino
- 1997 - Alexis Priessman, ginnasta statunitense
- 1997 - Chiara Rebagliati, arciera italiana
- 1997 - Christian Röder, bobbista tedesco
- 1997 - Nemanja Tošić, calciatore serbo
- 1997 - Gudaf Tsegay, mezzofondista etiope
- 1997 - Ever Valencia, calciatore colombiano
- 1997 - Karol Świderski, calciatore polacco
- 1998 - Jordi Aláez, calciatore andorrano
- 1998 - Emanuel Beltrán, calciatore uruguaiano
- 1998 - Lucas Brochero, calciatore argentino
- 1998 - Nils Eekhoff, ciclista su strada olandese
- 1998 - Martin Gamboš, calciatore slovacco
- 1998 - DeJon Jarreau, cestista statunitense
- 1998 - Lisa Morzenti, ex ciclista su strada italiana
- 1998 - Wos, cantante e rapper argentino
- 1998 - Christian Parlati, judoka italiano
- 1998 - Belajdi Pusi, calciatore albanese
- 1998 - Julija Timošinina, tuffatrice russa
- 1998 - Brayan Torres, calciatore colombiano
- 1998 - XXXTentacion, rapper e cantautore statunitense († 2018)
- 1998 - Jevhen Čeberko, calciatore ucraino
- 1999 - Renzo Bacchia, calciatore uruguaiano
- 1999 - Federico Bonacini, cestista italiano
- 1999 - Mounir Chouiar, calciatore francese
- 1999 - Arnold Ebiketie, giocatore di football americano camerunese
- 1999 - Yūki Hashioka, lunghista giapponese
- 1999 - David Huf, calciatore ceco
- 1999 - Alban Lafont, calciatore burkinabé
- 1999 - Diogo Leite, calciatore portoghese
- 1999 - Ren Nagase, cantante e attore giapponese
- 1999 - Tymoteusz Puchacz, calciatore polacco
- 1999 - Malang Sarr, calciatore francese
- 1999 - Branislav Sluka, calciatore slovacco
- 1999 - Michael Venturi, calciatore italiano
- 2000 - Andrij Dželep, lottatore ucraino
- 2000 - Danila Emel'janov, calciatore russo
- 2000 - Trey Hill, giocatore di football americano statunitense
- 2000 - Jordan Miller, cestista statunitense
- 2000 - Anju Nakamura, combinatista nordica giapponese
- 2000 - Melker Netinder, ex sciatore alpino svedese
- 2000 - Joe Redmond, calciatore irlandese
- 2000 - Kjell Scherpen, calciatore olandese
- 2000 - Nesta Jade Silvera, giocatore di football americano statunitense
- 2000 - Pablo Tomeo, calciatore spagnolo
- 2000 - Edefuan Ulofoshio, giocatore di football americano statunitense
- 2000 - Sokwakhana Zazini, ostacolista sudafricano

## XXI secolo(56)
- 2001 - Agustín Alonso, calciatore argentino
- 2001 - Charalampos Andreopoulos, pallavolista greco
- 2001 - Anna Basta, ex ginnasta italiana
- 2001 - Valeria Battista, pallavolista italiana
- 2001 - Federica Botter, giavellottista italiana
- 2001 - Ousmane Camara, calciatore guineano
- 2001 - Olga Danilović, tennista serba
- 2001 - Jasper Dejaegher, ciclista su strada e ciclocrossista belga
- 2001 - Kevin Ehlers, calciatore tedesco
- 2001 - Marine Fauthoux, cestista francese
- 2001 - Lideatrick Griffin, giocatore di football americano statunitense
- 2001 - Jonathan Hernández, giocatore di calcio a 5 cubano
- 2001 - Tarik Ibrahimagic, calciatore danese
- 2001 - Agnes Jebet Ngetich, mezzofondista keniota
- 2001 - Leo Kokubo, calciatore giapponese
- 2001 - Lucas Lourenço, calciatore brasiliano
- 2001 - Adnard Mehmeti, calciatore kosovaro
- 2001 - Jackson Mitchell, giocatore di football americano statunitense
- 2001 - Stefan Skrbo, calciatore austriaco
- 2001 - Edvard Tagseth, calciatore norvegese
- 2001 - Nicol Voronkov, ginnasta israeliana
- 2001 - Stipe Vulikić, calciatore croato
- 2001 - Juninho, calciatore brasiliano
- 2001 - Dragana Živković, cestista montenegrina
- 2002 - Teddy Alloh, calciatore francese
- 2002 - Volodymyr Bražko, calciatore ucraino
- 2002 - Román Andrés Burruchaga, tennista argentino
- 2002 - Alice Calaba, sciatrice alpina italiana
- 2002 - Henrietta Christie, ciclista su strada neozelandese
- 2002 - Ibrahim El Kadiri, calciatore olandese
- 2002 - Joško Gvardiol, calciatore croato
- 2002 - Santiago Luján, calciatore argentino
- 2002 - Adam Miller, cestista statunitense
- 2002 - Jeyson Rojas, calciatore cileno
- 2002 - Erion Sadiku, calciatore kosovaro
- 2002 - Nahuel Soria, calciatore uruguaiano
- 2002 - Anthoni, calciatore brasiliano
- 2002 - Kotryna Teterevkova, nuotatrice lituana
- 2002 - Nodirbek Yakubboev, scacchista uzbeko
- 2002 - Nicola Zalewski, calciatore polacco
- 2003 - Rubén Domínguez, cestista spagnolo
- 2003 - Real Gill, calciatore trinidadiano
- 2003 - Kim Ye-lim, pattinatrice artistica su ghiaccio sudcoreana
- 2003 - Kamari Lassiter, giocatore di football americano statunitense
- 2003 - Jackson Powers-Johnson, giocatore di football americano statunitense
- 2003 - Ákos Szendrei, calciatore ungherese
- 2003 - Armel Traoré, cestista francese
- 2004 - Julio César Enciso, calciatore paraguaiano
- 2004 - Kristian Hlynsson, calciatore islandese
- 2005 - Rosen Božinov, calciatore bulgaro
- 2005 - Alen Hriberšek, sciatore alpino sloveno
- 2005 - Pascal Klemens, calciatore tedesco
- 2006 - Louis Leroux, calciatore francese
- 2007 - Rocío Calle García, nuotatrice artistica spagnola
- 2007 - Txell Ferré, nuotatrice artistica spagnola
- 2007 - Allan Oyirwoth, calciatore ugandese

## Senza anno specificato(1)
- Ralph Izard, politico statunitense († 1804)